# 愛新覚羅氏
アイシン･ギョロ･ハラ (愛新覚羅氏、あいしんかくらし) は、建州女真が発祥とされる満姓 (満洲族の姓氏) の一つで、あまた存在するギョロ・ハラの一つ。
アイシンは満洲語で「金」の意 (「愛新」は漢文音訳)。アイシン･ギョロ･ハラも、アイシン・グルン (後金国) も、ともにヌルハチの代で成立したとされ、これらの金アイシンは、実際にはかつてワンヤン氏女真族が樹立した"金"王朝を指すとされる。
嘗てはダイチン・グルン (大清国) の国姓とされたが、清朝滅亡後は同氏族の多くが漢姓として「金」に改称した。但し、「愛新覚羅氏」は現在も中華人民共和国、中華民国 (台湾) を中心に、そのほか日本にも存在する。
最後の皇帝・宣統帝溥儀とその同母弟・溥傑には男子がなく、1994年に溥傑が死去してからは、その異母弟・溥任が皇位継承順位の一番となった。2015年の溥任の死後はその長子・金毓嶂が承継したが、「愛新覚羅」ではなく漢姓の金に改称している。従って、清朝 (および満洲帝国) が崩壊した今、金氏はアイシン・ギョロ氏の相続人ではあるが、当主ではない。

## 沿革
16世紀後半のヌルハチ (1559年生) の父祖一族は、デシク、リョチャン、ソオチャンガ、ギョチャンガ (ヌルハチ祖父)、ボオランガ、ボオシの合計六人の兄弟 (後に六祖ニングタ・ベイレと呼ばれる) と、22人の息子たちで構成される小規模な家族組織にすぎなかった。
ヌルハチは当初、単に覺羅氏ギョロ･ハラを名告ったとされる。それは、2000年代になって発見された史料中の、『滿洲實錄』から削除されたと思しき実録の原稿からも明らかで、そこではヌルハチがドンゴ (donggo) 部やフネヘ (hunehe) 部の者に対して「我らは同じギョロ･ハラ」と語っている。しかし、ヌルハチが後金アイシン・グルンを樹立し、汗ハンを自称し、女真全土を統一する過程の中で、ヌルハチ一族のうちに貴族意識が徐々に芽生え始めると、ほかの部族との差別を図ろうとする意識が生れた。その結果として生れたのがアイシン･ギョロであったとされる。
清代になると、ニングタ･ベイレ (ギョチャンガの兄弟) の子孫はギョロ･ハラと呼ばれて、アイシン･ギョロ･ハラとは区別され、直系のアイシン･ギョロ･ハラは黄帯子、傍系のギョロ･ハラは紅帯子とその服飾においても差別された。また、ヌルハチの父・タクシ (清顕祖) 以下の子孫を宗室ウクスンとし、それ以上の世代とも区別された。

## 神話
『滿洲實錄』巻1には、アイシン･ギョロ･ハラの由来として次のような起源譚を記載している。

- - -
長白山ゴルミン･シャンギャン･アリンの東北に位置するブクリ・アリン (布庫哩・山) の麓に、ブルフリという池があり、ある時、天から三人の仙女が降臨した。長女はエングレン、次女はジェングレン、三女はフェクレンといった。三人が池で沐浴し、岸にあがったとき、一羽のかち烏が飛来し、三女・フェクレンの衣の上に鮮やかな赤い木の実を落としていった。フェクレンはその木の実をいたく愛で、失すまいと口に咥えたまま衣を着始めたところ、そのまま呑み込んでしまった。忽ちお腹が大きく重くなり、困ったフェクレンは二人の姉にそのことを告げた。すると姉二人は「それも天の思し召し。重くて飛べないなら、軽くなってから昇っておいで」とにべもなく先に天へ帰ってしまった。

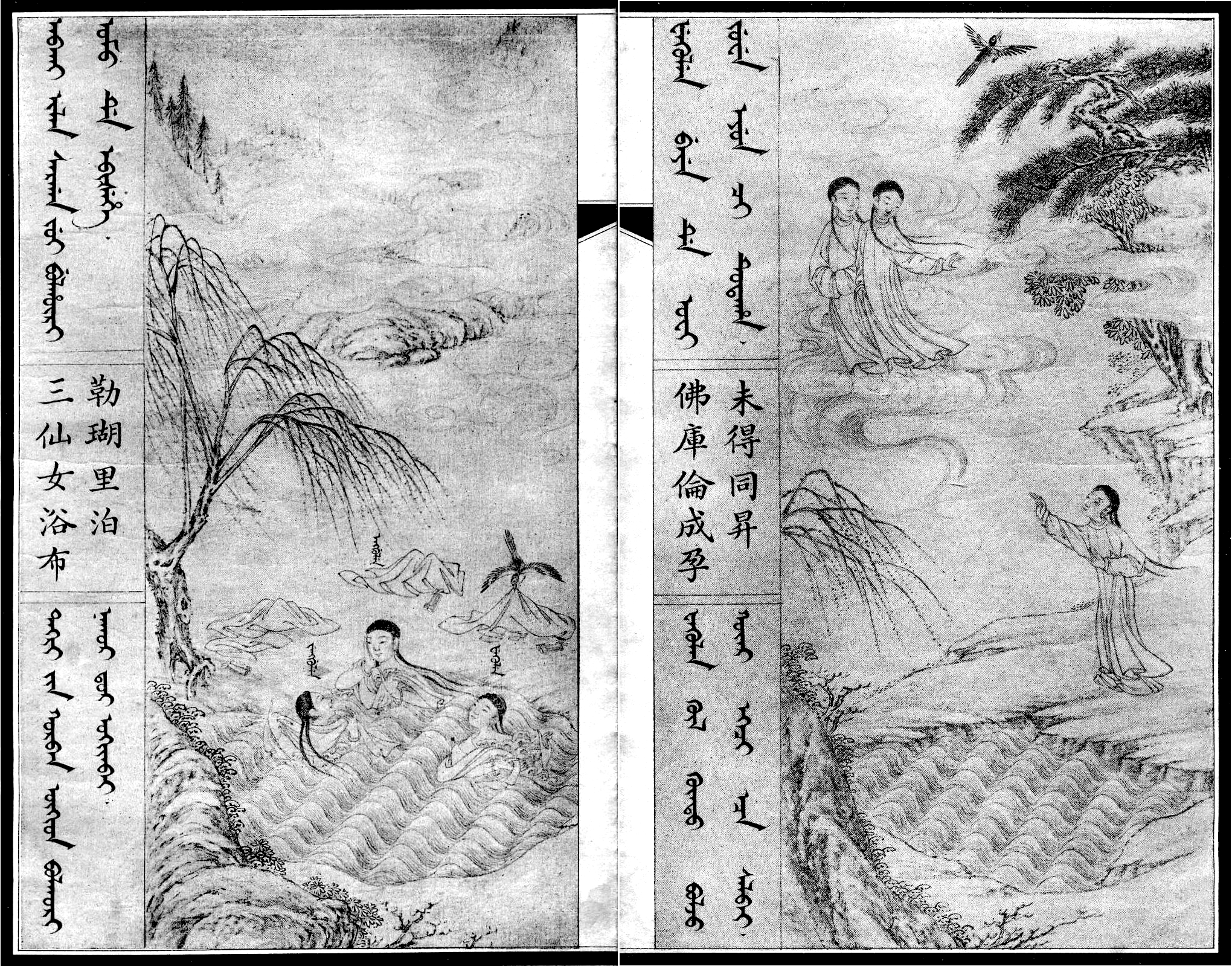
『滿洲實錄』巻1「三仙女浴布勒瑚里泊」「佛庫倫成孕未得同昇」

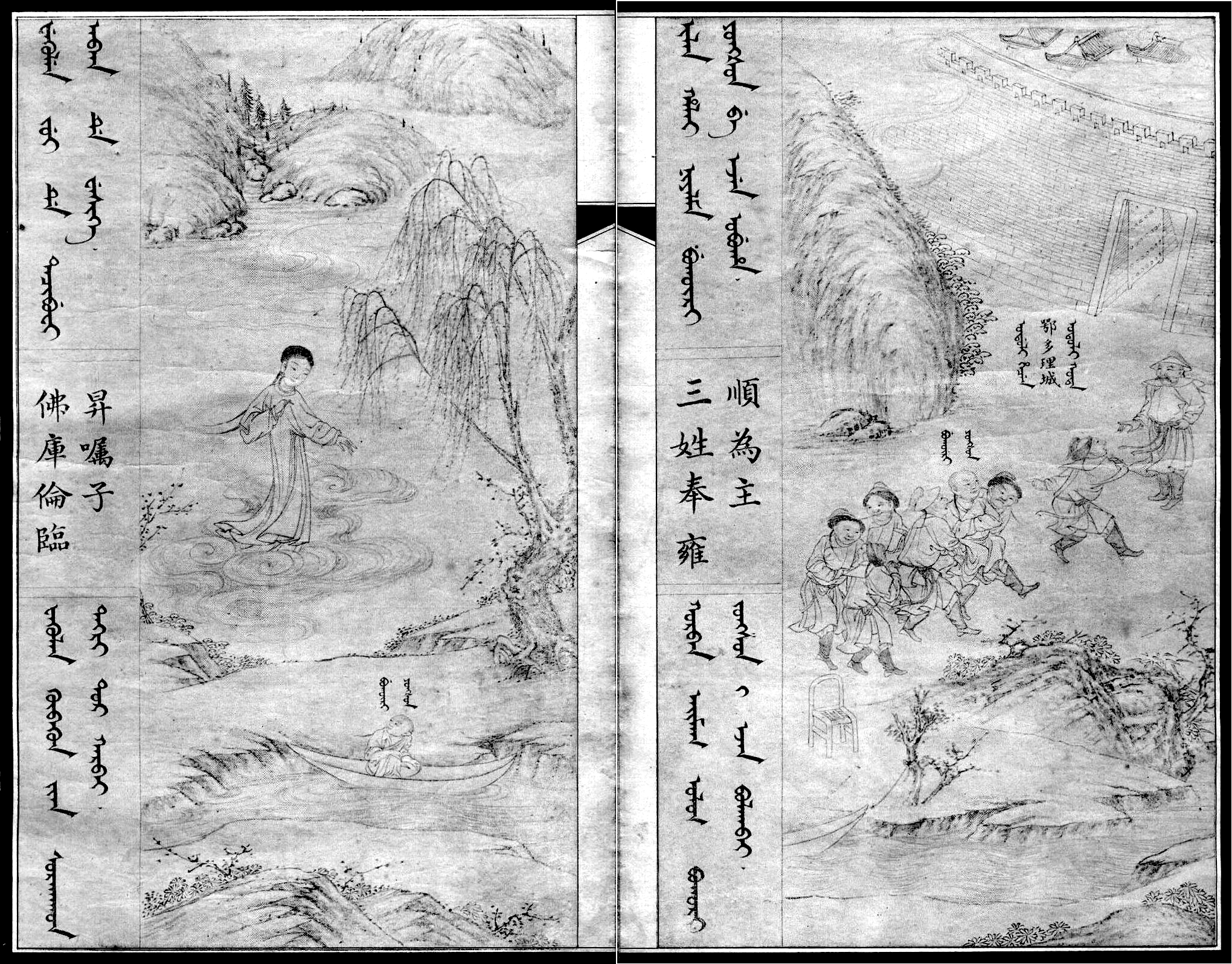
『滿洲實錄』巻1「佛庫倫臨昇囑子」「三姓奉雍順爲主」

フェクレンはその後、男の子を一人産んだ。男の子は産まれ出でるやすぐに言葉を話し、あっという間に大きく成長した。フェクレンは大きくなった我が子に対し、「実はあなたは天が産ませた子。地上の争える国を鎮めんと、天がかち鳥に託した赤い木の実がまさしくあなた。その国に赴き、あなたが産まれ出た訣を詳しく語ってお聞かせなさい。この舟に乗って川をくだれば、そこがその国」と言い果てると、天に帰ってしまった。男の子は母にいわれた通り舟にのって川を下り、人々が暮らす集落の岸にあがると、柳の枝で腰かけを拵えてそこに坐った。
その頃、長白山ゴルミン･シャンギャン･アリンの東南にひろがるオモホイ・ビガン (鄂謨輝・野) には、オドリ・ヘチェン (鄂多理・城) と呼ばれる城があり、そこでは姓の異なる三つの氏族が覇権を争って、日ねもすがら殺し合っていた。ちょうど一人、水を汲みにきた者があり、男の子を見とめた。見た目も振る舞いもみるからに常人と異なるため、城に戻ると皆にそのことを告げ、争っている場合ではない、皆で行ってみてみようと促した。三つの氏族たちはそこで争いをひとまづやめ、連れ立って川縁まできてみると、なるほど果たして特別な雰囲気を放っている。不思議に思ってその素性を尋ねると、男の子は答えた。「我は天女フェクレンの子。姓はアイシン・ギョロ、名はブクリ・ヨンション。天は汝らの争いを鎮めるべく我を遣わせり。」さらに続けて自らの産まれ出た経緯を詳しく語ってきかせた為、三つの氏族たちはいたく驚き、地べたを歩かせるなどとは畏れ多いと、互いに腕を組み合って輿の形を作り、ブクリ・ヨンションを載せて城へ帰った。そして三氏族は争いをやめてブクリ・ヨンションを城主に戴き、ベリ・ゲゲという娘を娶らせて、新たな国をマンジュ (満洲) と呼んだ。これが清朝宗室・アイシン･ギョロ･ハラの起りである。
- - -
さて、以上はあくまでも神話の域をでないため、もとより歴史的事実とは認められないが、稻葉岩吉は自身の著書『清朝全史』(早稲田大学, 1914) において、この伝説は、実録を編纂した大臣どもが、当時女真社会に流布していた種々の伝説や神話を寄せ集めて創作したものではなかったかと疑問を呈している。その根拠として以下の点を挙げている。
- 仙女を三人とする伝説は、高句麗のチュモン (朱蒙) の伝説にもみられる。
- 三仙女が沐浴し、そこに鳥が飛来するという伝説は、中国最古 (史料上) の商 (殷) の伝説にもみられる。
- 三姓の抗争の伝説は、金史の中に類似の記載がみられる。

## 考証

### 『八旗滿洲氏族通譜』未収の謎
ギョロとつく姓氏にはアイシン・ギョロのほかに代表的なもので、
- イルゲン・ギョロ (irgen-, 伊爾根-)：満洲文字 (無点圏) 発明者の一人であるガガイなど。
- シリン・ギョロ (sirin-, 西林-)：『八旗滿洲氏族通譜』の編纂者の一人であるオルタイなど。

などがあり、これ以外にも多種多様なギョロ氏が存在する。稻葉 (上述) は同著書の中で、いくら国姓だからとはいえ、『八旗滿洲氏族通譜』にアイシン・ギョロが収録されず、さらにほかのギョロ氏との関係性なども一切言及されていないのは、素性に疑問を持たせると述べる。

### 父祖についての謎
「神話」でも紹介した通り、『滿洲實錄』巻1に拠れば、アイシン・ギョロ氏はブクリ・ヨンションをその始祖とする。
- - -
- ブクリ・ヨンション (bukūri yongšon, 布庫哩・雍順)：仙女・フェクレンの子。
  - 不詳 (数世代)
    - ファンチャ (fanca, 樊察)：ブクリ・ヨンションの子。数世代後の苗裔。
      - □ (名不詳)
        - メンテム (mentemu, 孟特穆)：ファンチャの孫。清肇祖原皇帝。
          - チュンシャン (cungšan, 充善)：メンテムの長子。
            - トロ (tolo, 妥羅)：チュンシャンの長子。
            - トイモ (toimo, 妥義謀)：チュンシャンの次子。
            - シベョチ・フィヤング (sibeoci fiyanggū, 錫宝斉・篇古)：チュンシャンの三子。
              - フマン：清興祖直皇帝。
                - ギョチャンガ：清景祖翼皇帝。
                  - タクシ：清顕祖宣皇帝。
                    - ヌルハチ：清太祖高皇帝。

          - チュヤン (cuyan, 褚宴)：メンテムの次子。

- - -
以上が『滿洲實錄』巻1で紐解かれるヌルハチ父祖の世系であるが、この内、ヌルハチから遡って、明朝や李氏朝鮮の史料と照合の取れる人物は精々がギョチャンガ (ヌルハチ祖父) までで、清朝史料で「覚昌安jiàochāngān」と漢字表記されるギョチャンガは、明朝史料で「教場jiàochǎng」などと表記され (参考までに普通話拼音を漢字の後ろに記す)、タクシは清朝史料で「塔克世tǎkèshì」、明朝史料で「塔失tǎshī」などと表されるが、フマン (同曽祖父) およびシベョチ・フィヤング (同高祖父) については該当する人物をみいだせない。
続いては明代史料にみえる建州左衛と建州右衛の世系。
- - -
- 不詳
  - 子・猛哥帖木児：建州左衛都督[10]。
    - 孫・童倉/董山
      - 曾孫・脱羅/土老
        - 玄孫・脱原保

  - 子・凡察：建州右衛。
    - 孫・阿哈塔/阿下大
      - 曾孫・納郎哈

    - 孫・卜花禿/甫花土
      - 曾孫・尚哈

    - 孫・剌哈/羅下
      - 曾孫・老察/羅吾章

- - -
以上の二つの家系をみくらべると、ファンチャからの数代は明朝側の記録中に比定できる人物を見出し得る。
- 「ファンチャfanca」と「凡察fánchá」
- 「メンテムmentem」と「猛哥帖木児měnggētiēmùér」
- 「チュンシャンcungšan」と「童倉tóngcāng/董山dǒngshān」
- 「トロtolo」と「脱羅tuōluó/土老tǔlǎo」
- 「トイモtoimo」と「脱原保tuōyuánbǎo」

しかし、またもシベョチ・フィヤングおよびフマンの二代に該当する人物は見出し得ない。惜しむらくは、明朝の史料は「脱羅」以下の世代について記録がすっぽり欠落していることだが、それを差し引いたとしても、続柄の不一致など噛み合わない点がいくつかみられることから、稻葉は、メンテムが実在したとしても、ヌルハチがその直系であると断言することは難しいと述べる。

## 著名人

### 歴史人物 (民国以降)
- 愛新覚羅溥儀：ラストエンペラーとして有名な、清朝最後の皇帝。
- 愛新覚羅溥傑：溥儀の弟。『流転の王妃』の作者・嵯峨浩 (愛新覚羅浩) はその妻。
- 愛新覚羅溥任：溥儀の弟。
- 愛新覚羅顯㺭 (日本名：川島芳子)：日中戦争下で日本軍のスパイとして暗躍し、東洋のマタハリと称され、後に処刑された。
- 愛新覚羅顕琦：顯㺭の妹。刑務所や農村での強制労働に耐え、『清朝の王女に生れて』(中公文庫) を上梓した。

### 現代 (戦後)
- 愛新覚羅毓嶦：中華人民共和国の書道家。
- 愛新覚羅毓峨：中華人民共和国の画家。
- 愛新覚羅連経：中華人民共和国の山水画家。
- 愛新覚羅恒懿：アメリカ在住の画家。
- 愛新覚羅烏拉熙春 (日本名：吉本智慧子)：満洲語研究者。夫は京都大学教授・吉本道雅。
- 愛新覚羅鴻潤 (漢名：金鴻潤)：東京帝国大学医学部卒 (内科専攻・医学博士)、後に中国人民解放軍陸軍軍級部隊後方医院院長など。
- 愛新覚羅航 (日本名・田中純美)：鴻潤の孫。医学博士。
- 愛新覚羅維：順治帝の子孫。[11]眼科医。東京大学医学博士。
- 愛新覚羅ゆうはん：作家、デザイナー、占い師・風水師。[12][13]
- 愛新覚羅啓星：女優。

## 参照

### 史籍
- 編者不詳『滿洲實錄』四庫全書, 1781 (漢文) ＊中央研究院歴史語言研究所版
- 編者不詳『ᠮᠠᠨᠵᡠ ᡳ ᠶᠠᡵᡤᡳᠶᠠᠨ ᡴᠣᠣᠯᡳ (manju i yargiyan kooli：滿洲實錄)』四庫全書, 1781 (満文)

### 研究書
- 稻葉岩吉『清朝全史』早稲田大学出版部, 1914

### Webサイト
- 栗林均「モンゴル諸語と満洲文語の資料検索システム」東北大学
- 「明實錄、朝鮮王朝実録、清實錄資料庫」中央研究院歴史語言研究所 (台湾)